# Harukichi Hyakutake
Harukichi Hyakutake (Japans: 百武 晴吉 Hyakutake Harukichi) (Saga, 25 maart 1888 - Tokio, 10 maart 1947) was een Japanse officier en luitenant-generaal in het Japans Keizerlijk Leger tijdens de Tweede Wereldoorlog. Hij wordt soms aangeduid als Haruyoshi Hyakutake of Seikichi Hyakutake. De twee oudste broers van Hyakutake Saburo Hyakutake en Gengo Hyakutake waren beiden admiraal bij de marine.

## Leven

### Vroege carrière
Hyakutake werd op 25 maart 1888 geboren in de prefectuur Saga. Hij studeerde In 1909 als 21e van zijn klas als infanterie-officier aan de Japanese Keizerlijke Militaire Academie af. De generaals Kanji Ishiwara en Jo Iimura, alsmede de toekomstige Chinese leider Chiang Kai-shek waren klasgenoten van hem. Hij zat in de 33e klas van de stafschool van het leger (陸軍大学校 Rikugun Daigakkō). Hij studeerde in 1921 cryptoanalyse. Hyakutake werd aan de Keizerlijke Generale Staf toegevoegd na zijn afstuderen.

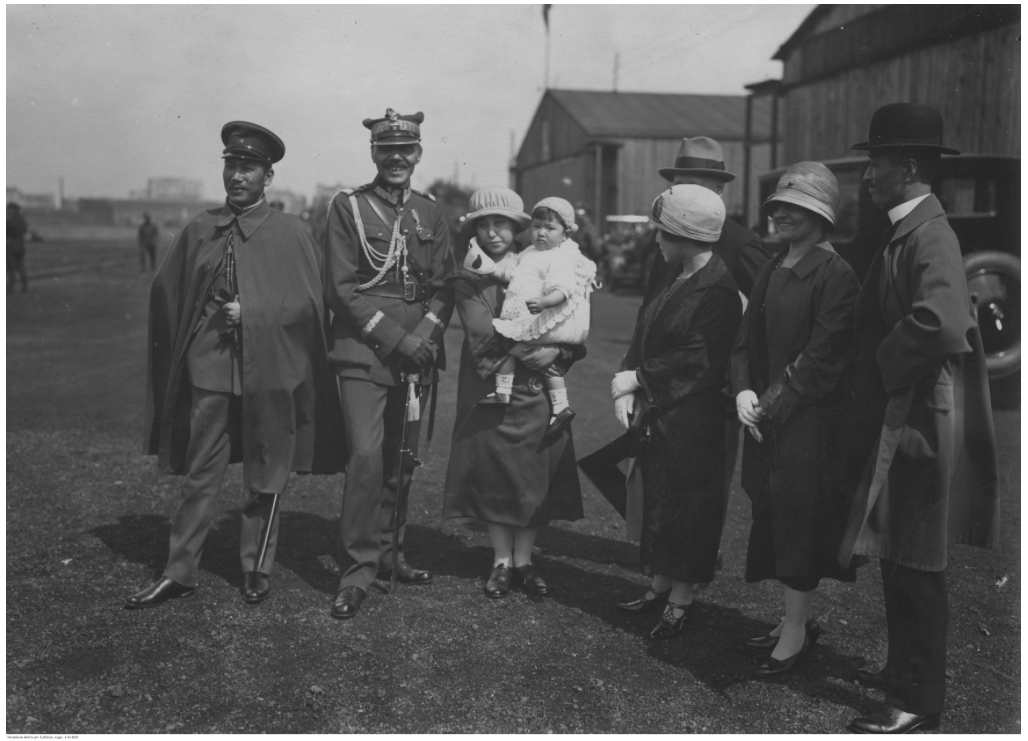
Militaire attaché Harukichi Hyakutake (eerste van rechts) met zijn gezin en generaal John Karol Wroblewski (tweede van links) in Polen, 26 mei 1926.

Van 1925 tot 1927 diende hij als luitenant-kolonel (陸軍中佐 Rikugun-Chūsa) en militair attaché in Polen. In 1928 werd hij toegewezen aan het hoofdkwartier van het Kanto-leger in China. Als kolonel (陸軍大佐, Rikugun-Taisa) werkte hij op de verbindingsschool van het leger, en later als een sectiehoofd van de verbindingen in de generale staf van 1932 tot 1935. Na een jaar als commandant van het 78e Infanterie Regiment gediend te hebben, nam hij de functie van opzichter van de verbindingsschool. In maart 1939 kreeg hij het commando over de 4e Onafhankelijke Gemengde Brigade. Hij werd in augustus 1939 tot luitenant-generaal (陸軍中将, Rikugun-Chūjō) bevorderd. Vanaf februari 1940 tot april 1941 voerde hij het commando over de 18e Divisie (第18師団 Dai-jūhachi Shidan).

### Tweede Wereldoorlog
In mei 1942 werd Hyakutake tot commandant van het 17e Leger benoemd, en had zijn hoofdkwartier in Rabaul, Zuid-West Pacific. Tijdens zijn commando nam hij deel aan de slag om Nieuw-Guinea, slag om Guadalcanal en slag om de Salomonseilanden. De 8e Legergroep onder het commando van generaal Hitoshi Imamura nam operaties in de regio over, Hyakutake gaf alleen leiding aan de Japanse leger onderdelen op Salomonseilanden, en voornamelijk op Bougainville. Hij en zijn troepen zaten vast op Bougainville toen de geallieerden een zwaar versterkte beveiligd gebied bij Cape Torokina vestigden, en Hyakutake van versterkingen en bevoorrading afgesneden was. Zijn aanvallen op het beveiligd gebied faalden, hierdoor was zijn leger genoodzaakt om van het land te leven, verborgen in de grotten voor het grootste deel van de oorlog.
Hyakutake leed aan een beroerte, en werd pas in februari 1945 ontheven van zijn taken door generaal Masatane Kanda. Er was geen manier om hem voor medisch behandeling te evacueren, dit kon pas in februari 1946 na de overgave van Japan. Hyakutake overleed op 10 maart 1947.

## Militaire carrière
- Japans Keizerlijk Militaire Academie: - december 1909[1][5]
- Tweede luitenant (陸軍少尉, Rikugun-Shōi): december 1909[5]
- Eerste luitenant (陸軍中尉, Rikugun-Chūi):
- Kapitein (陸軍大尉, Rikugun-Tai-i):
- Majoor (陸軍少佐, Rikugun-Shōsa): augustus 1924[5]
- Luitenant-kolonel (陸軍中佐, Rikugun-Chūsa): augustus 1928[5]
- Kolonel (陸軍大佐, Rikugun-Taisa): 8 augustus 1932[2][5]
- Generaal-majoor (陸軍少将, Rikugun-Shōshō): 1 maart 1937[2][1][5]
- Luitenant-generaal (陸軍中将, Rikugun-Chūjō): 1 augustus 1939[2][1][5]

## Onderscheidingen
- Orde van de Gouden Wouw, 4e Klasse op 29 april 1934
- Orde van de Rijzende Zon
  - 1e Klasse op 29 april 1940
  - 3e Klasse op 29 april 1934
- Orde van de Heilige Schatten, 2e Klasse op 23 september 1939
- Commandanten insigne
- Badge voor Afgestudeerden van de Marine Staf College
- 1937 China Incident medaille
- Groot Oostelijke-Aziatische Oorlogsmedaille